# Freccia del Brabante 2000
La Freccia del Brabante 2000, quarantesima edizione della corsa, si svolse il 26 marzo su un percorso di 195 km. Fu vinta dal belga Johan Museeuw della squadra Mapei-Quick Step davanti al connazionale Nico Mattan e al danese Rolf Sörensen.

## Ordine d'arrivo (Top 10)
| Pos. | Corridore        | Squadra                  | Tempo    |
| ---- | ---------------- | ------------------------ | -------- |
| 1    | Johan Museeuw    | Mapei-Quick Step         | 4h33'43" |
| 2    | Nico Mattan      | Cofidis                  | a 7"     |
| 3    | Rolf Sörensen    | Rabobank                 | a 10"    |
| 4    | Ruggero Marzoli  | Cantina Tollo            | a 1'38"  |
| 5    | Wilfried Peeters | Mapei-Quick Step         | a 1'43"  |
| 6    | Peter Farazijn   | Cofidis                  | s.t.     |
| 7    | Jesper Skibby    | Memory Card-Jack & Jones | s.t.     |
| 8    | Michael Boogerd  | Rabobank                 | s.t.     |
| 9    | Martin Hvastija  | Alessio                  | s.t.     |
| 10   | Geert Verheyen   | Lotto-Adecco             | s.t.     |